# Edward Troughton
Edward Troughton FRS (outubro de 1753 — Londres, 12 de junho de 1835) foi um fabricante de instrumentos científicos britânico.
Notabilizou-se por construir telescópios e outros instrumentos astronômicos.